# 科堡章

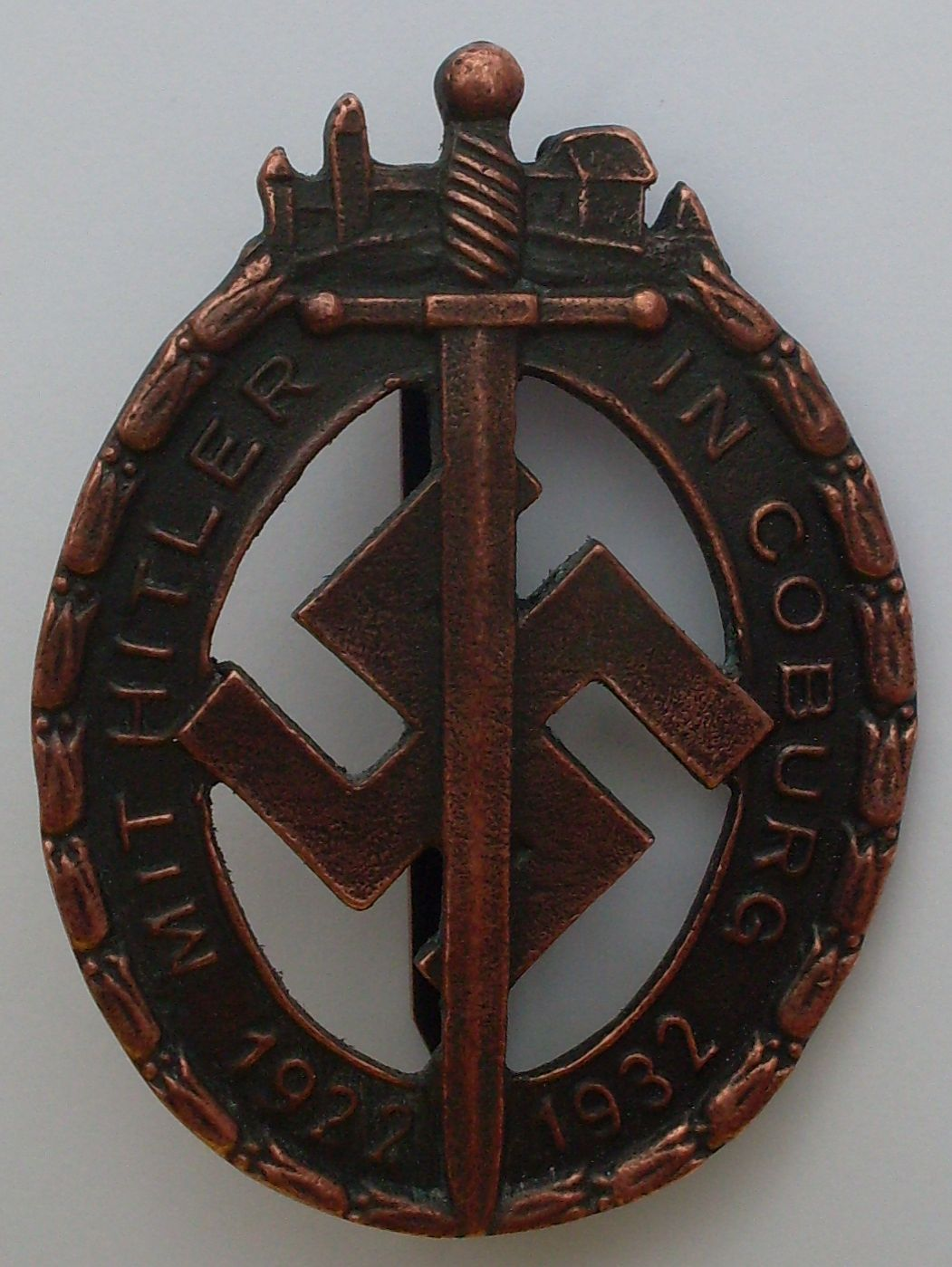
科堡章

科堡章（德語：Coburger Abzeichen）是首枚被纳粹党确立为国家级奖项的奖章。
1922年10月14日，希特勒率领来自慕尼黑等其他巴伐利亚城市的800名冲锋队隊員乘火车去到科堡，参加一场周末集会。到了之后，纳粹们就和德国共产党党员们爆发了多场激烈街头斗殴。最后的胜者是纳粹党徒们。
1932年10月14日，希特勒下令设立科堡章，纪念整整十年以前的那一天（1922年10月14日），表彰当年的参与者们。这时距希特勒于1933年1月上台还有几个月的时间。奖章长54毫米，宽40毫米。奖章为铜质，中间是一把指向下方的垂剑，剑后面是个卐字徽，最外面是一圈花环。花环顶部是科堡的城堡和村庄。花圈上的铭文是“MIT HITLER IN COBURG 1922–1932”（与希特勒在科堡 1922-1932）。